# Chipironera

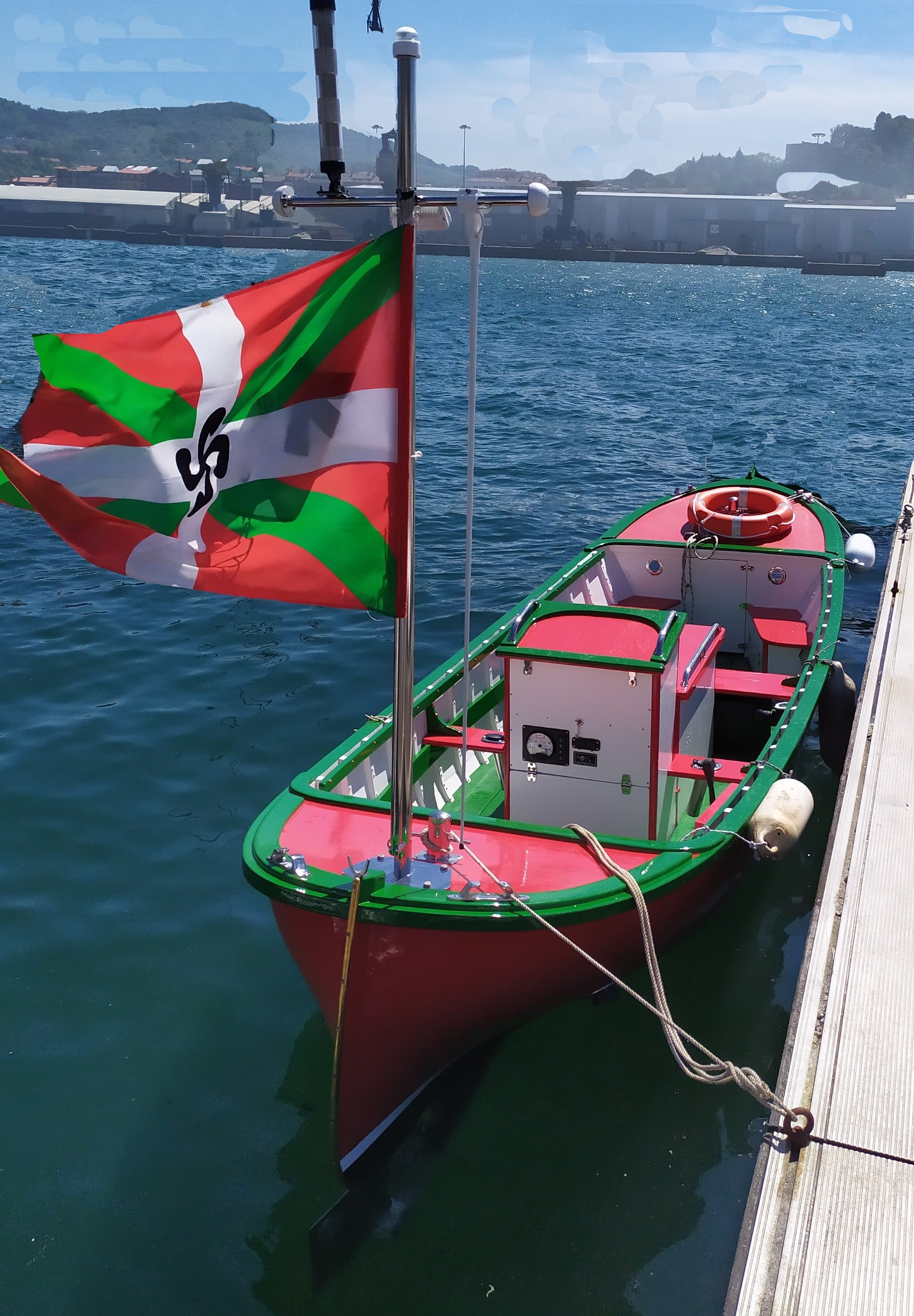
Chipironera de madera, de 5,80 m, equipado con motor diésel de 3 cilindros y 21 CV, construido en 2024 por el armador vasco Otsoserroi Larrieu, inaugurado en Pasajes durante la fiesta marítima del 05/08/2024

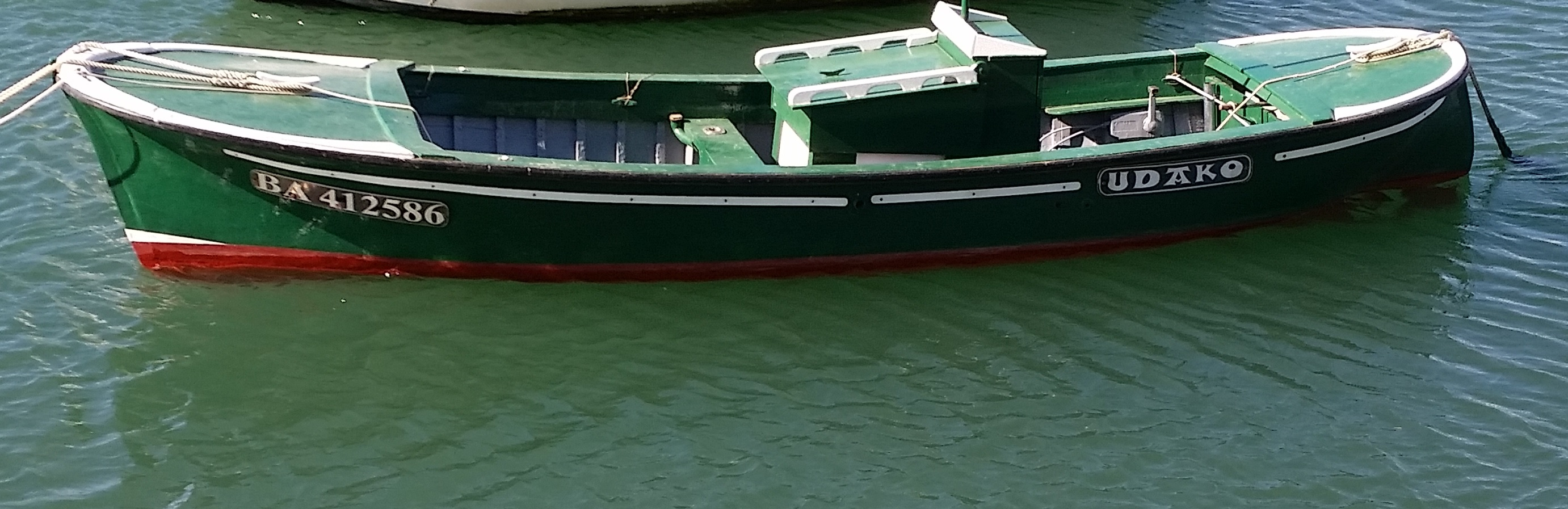
Udako - barco de madera de chipirónera construido en Pasajes en 1960 anclado en La Nivelle-Donibane Lohitzun - 5,6 x 1,6 x 0,5 m

El chipironera o batel, batteleku o troller o "gazolin" es una de las unidades pesqueras costeras tradicionales más pequeñas de la Costa Vasca. Originariamente fabricado en madera, con una eslora de 4,50 a 8 metros sus líneas son características de la larga tradición de la construcción naval vascareconocible por una poste de popa invertida muy pronunciada, un arco en forma de tulipán y una tonture positiva significativa. Operado por primera vez por Vela y Remo (deporte), este tipo de propulsión ha influido mucho en la arquitectura de los barcos de navegación costera. Produjo embarcaciones de formas alargadas, estrechas, ligeras y de poco calado, formas que ofrecían poca resistencia al avance. Estos barcos adoptaron el motor a principios del  XX à partir de 1920. La tripulación está compuesta por uno a cinco hombres.

## Etimología
El origen de la palabra chipironera se debe a que esta embarcación se utiliza a menudo para la pesca de chipirones, (txipi en euskera).

## Histórico

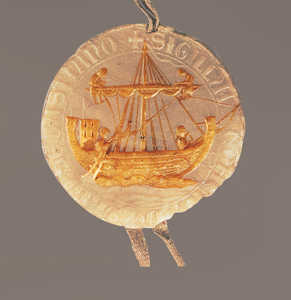
Sello de la ciudad de San Sebastián de 1352 que representa una embarcación vasca que da fe de una arraigada tradición naval.

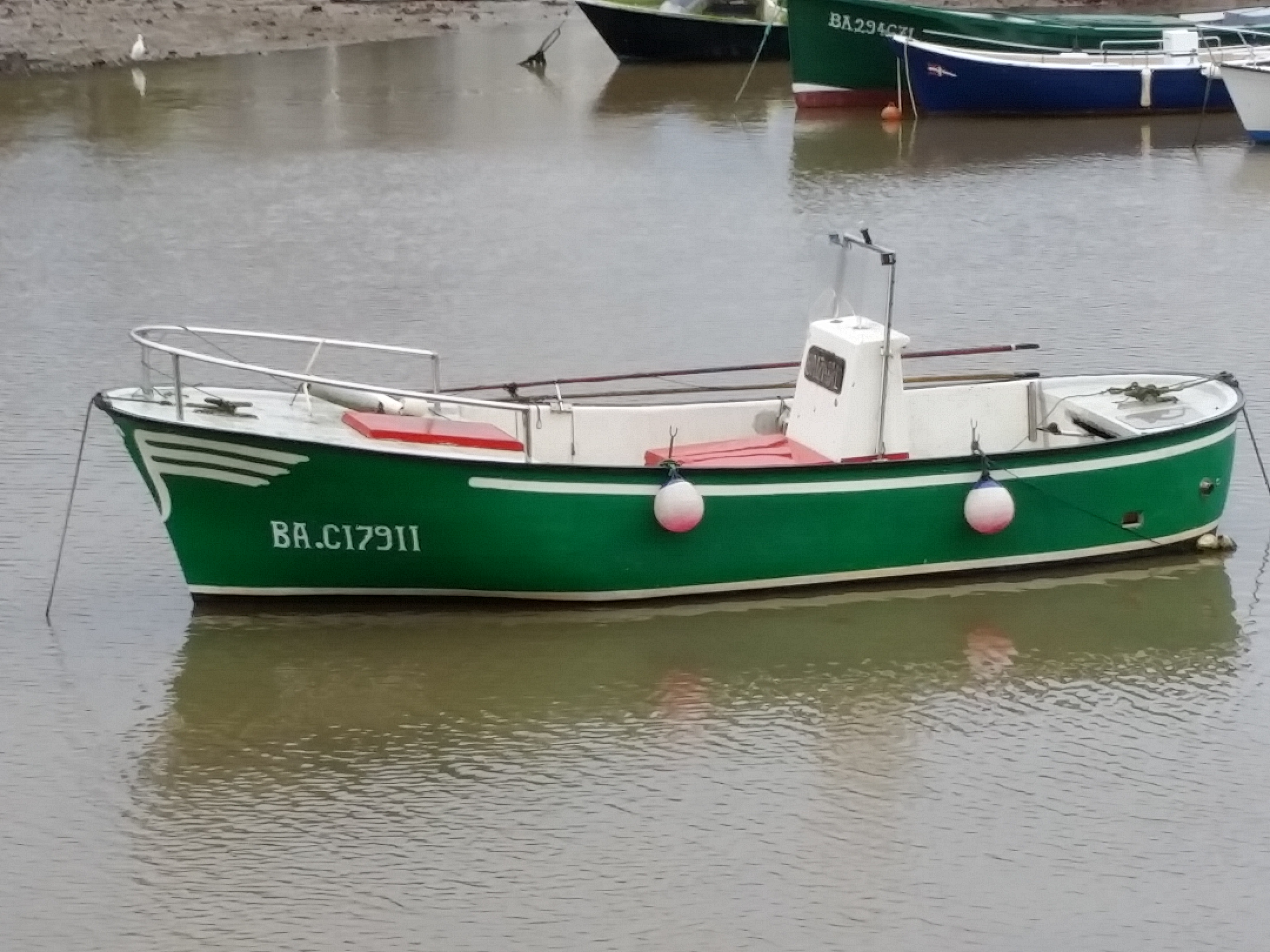
Chipirónera de poliéster en Ciboure

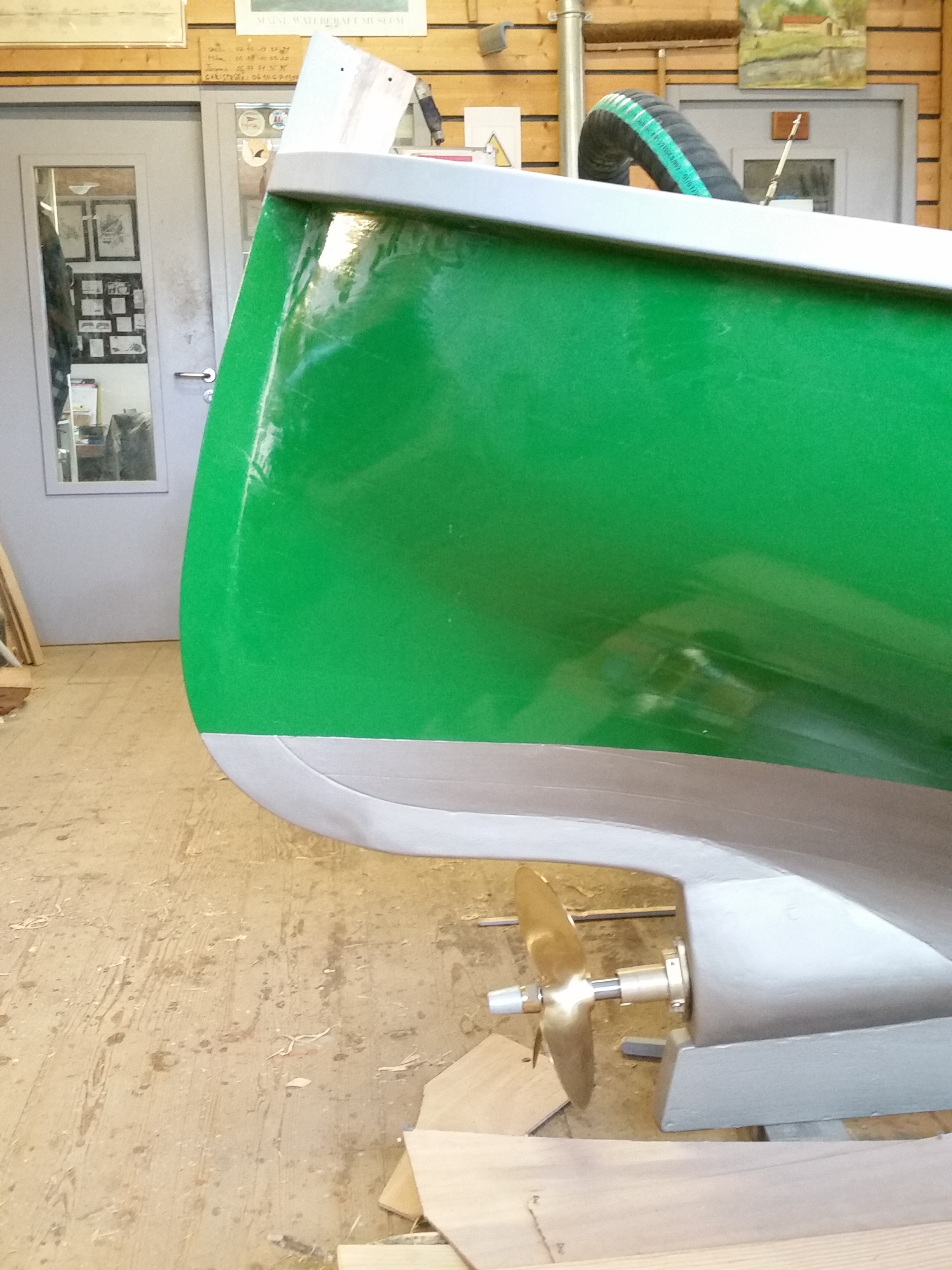
Poste de popa invertido muy pronunciado de chipironera de madera, típico de la construcción naval vasca

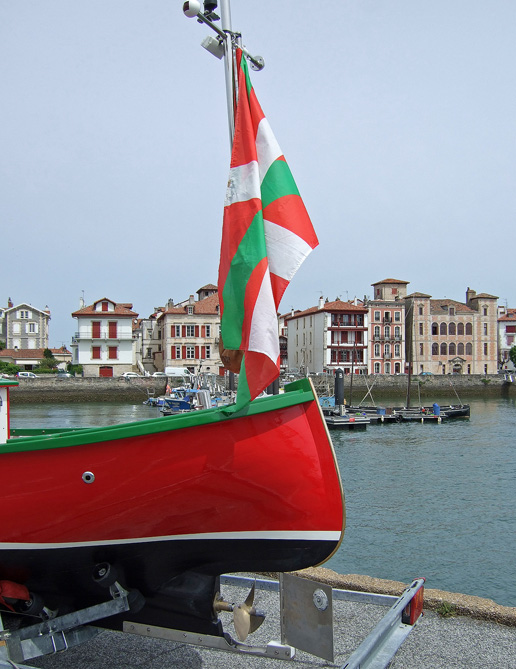
Poste de popa de una chipironera

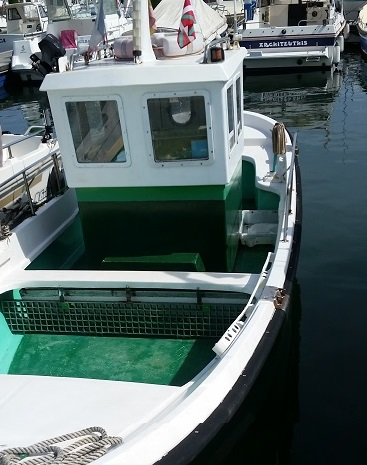
Pequeño barco de chipirónera de poliéster con pequeño camarote en el puerto de Fuenterrabía en 2023. Imita de esta forma a las mayores unidades pesqueras de la costa vasca.

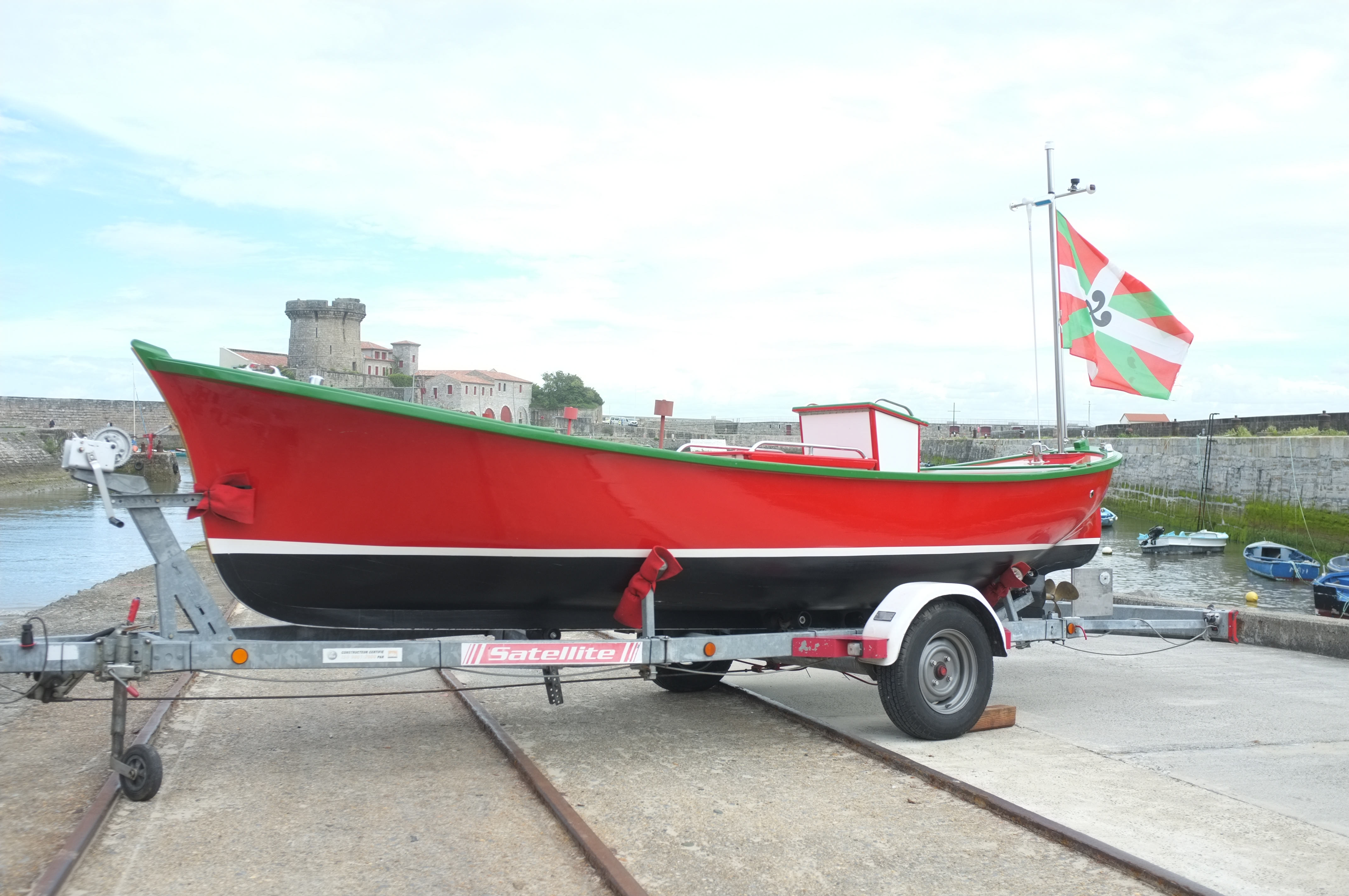
Chipironera de madera, de 5,80 m, equipada con un motor diésel de tres cilindros de 21 CV, construida en 2024

Las pequeñas embarcaciones pesqueras existen desde hace muchísimo tiempo (en las ordenanzas de la cofradía de Bermeo redactadas en 1353 se mencionan las battelas como de mediana importancia). Este tipo de construcción está documentada desde al menos el XIII. siglo . De hecho, podemos ver en el Archivo Nacional de París la huella de cera del sello de la ciudad de San Sebastián, adherida a un documento del año 1297

## Usar
Muy utilizado para la pesca de calamares, anchoas, chinchar y merluza. También para la pesca con palangre, con pequeñas redes de enmalle y también con trampas para crustáceos. Algunos, aunque no es habitual ni muy recomendable, por la falta de un puente cubierto, se adentran más mar adentro en los buenos días de verano para pescar atunes cuando estos se acercan a unas 10-15 millas de la costa.

## Tipo de construcción
Este barco se construyó inicialmente en madera, hasta mediados de los años 1970. Varios astilleros entre ellos Olaciregui en Hondaribia se han pasado a la construcción con fibra de poliéster y en cincuenta años casi han sustituido a todos los fabricantes de chipirónera de madera por fibra chipirones. Aún conservaban las características principales. Pero la característica principal de la popa invertida no se puede reproducir en un molde de poliéster porque entonces el casco no sería desmoldeable. Sólo la construcción de madera respeta esta forma tan particular de la popa invertida, típicamente vasca. Podemos ver por toda la costa vasca en los puertos de Bayona a Bermeo, cientos de chipirones de poliéster, alineados uno al lado del otro y sólo quedan muy pocos de madera en estos puertos.
Sin embargo, sigue siendo un barco sin cubierta, lo que le confiere una característica única que no es habitual en otras costas aún más tranquilas y más en un mar agitado como el del Golfo de Vizcaya. Incluso los construidos en fibra no tienen cubierta, excepto en algunas raras unidades, rara vez se erige una pequeña cabina-cabina detrás del capó del motor que los hace parecer unidades más grandes.

## Construcción de madera
Su construcción en madera requiere importantes conocimientos técnicos, lo que hace que la construcción por parte de aficionados sea imposible, o al menos extremadamente difícil. Sobre todo porque estas construcciones la mayoría de las veces se hacían a partir de media carcasa y no de planos. La media carcasa es el elemento básico de la construcción de madera. Desmontable, de él se toman las líneas de agua y todas las dimensiones del futuro chipirónera. Constituye el plano del barco. El semicasco está fabricado con dos maderas diferentes que marcan la línea de flotación..
Las líneas de un chipironera son muy características, pero aún permiten un cierto número de variaciones. La forma de su caparazón se puede definir de la siguiente manera. : La proa es generalmente recta, un poco saliente y muy tulipada, los costados ligeramente fragata, la popa pellizcada, el palo de popa invertido muy pronunciado, el arrullo positivo es relativamente marcado. Los tablones están muy pellizcados. Un herraje protector de acero (una tira blanda tradicionalmente hecha de bronce) se coloca debajo de la quilla, desde la roda hasta el poste de popa. Es sobre todo su tamaño lo que permite distinguir estos barcos. Sabiendo que los cascos más largos han provocado cambios técnicos, como una alternancia entre cuadernas enrolladas y otras de acacia doblada en caliente. Su estructura se compone de un conjunto de entablados de pichpin (madera blanda sin nudos cuya dureza casi llega a la del roble) o de pino del norte, armazones de roble festoneado (aserrado), pisos de acacia calentados con vapor para doblarlos más fácilmente y remachados en caliente para los tablones (esta técnica es la más respetuosa con la línea de la madera) y una quilla de roble. Las piezas de roble se eligen cuidadosamente, de manera que las fibras de la madera sigan las curvas de la pieza que resultará de ella.
Sólo estas características formales se aplican a varias embarcaciones típicas del País Vasco cuyas esloras varían desde 4,50 mètres hasta algo más de 20 mètres . Este conjunto de embarcaciones incluye en particular : el batteleku, el batel, el batel handi, la trainerilla, el trainiere y unidades pesqueras más importantes de las que hoy sólo quedan unos pocos representantes en Labourd : el Patchiku en Bayona y el pescador-sardina-atún-pescador “ Airosa » en el puerto de San Juan de Luz, construido en 1953 por los hermanos Hiribarren, ambos clasificados como monumentos históricos, el barco chipirónera-merluza Turlutia construido en 1954 en Ciboure, también clasificado desde 2019 y algunas otras unidades raras. Tras la total desaparición de la tradicional construcción de chipirón de madera, la asociación Albaola la está salvando y restaurando en la Factoría de Pasajes de Guipúzcoa así como la asociación Euskal Batel Eroak de Lequeitio. En San Juan de Luz-Ciboure, también los salvan y restauran la asociación Egurrezkoa y el astillero Marin. A Guichen, también la asociación Les Escumayres Talasta.
Los chipironeras o batels fueron equipados primero con pequeños motores de gasolina (de ahí su apodo "gazolin")  y luego con motores diésel. Para ello se aumentó el muestreo, se amplió la anchura y la adición de una quilla gruesa permitió el paso del eje de la hélice.
En la cubierta de popa se erige un pequeño mástil con una vela fija que puede ser de un tercio o triangular. Su función no es la de conducir como podría parecer, sino la de evitar balanceo y contrarrestar el viento, tanto en navegación como en pesca con el motor parado. Generalmente lleva instaladas luces de posición y navegación. También podemos ver algunos comerciantes de chipiróneras con una pequeña cabina. En esto imitan a las mayores unidades pesqueras de la costa vasca. Pero es más común en los puertos cántabros que en los vascos .

## Renovación
Tras la desaparición total de la tradicional construcción de chipirónera de madera y su comercialización, un carpintero marino vasco lo reconstruyó y estrenó uno en 2024. De nombre Elkano, de 6 metros de largo, propulsado por un diésel de tres cilindros y 21 caballos. Fue inaugurado durante el festival marítimo de Pasaia en mayo de 2024.